# Szugungga
A Szugungga (hangul: 수궁가, handzsa: 水宮歌, RR: Sugungga; „A Víz alatti palota éneke”) az eredeti 12 phanszori (pansori)műből fennmaradt öt madang (마당) egyike. Alternatív elnevezései Thobjolga (토별가, 兎鼈歌, Tobyeolga) illetve Pjoldzsubu tharjong (별주부타령, Byeoljubu taryeong).
Szövegének legrégebbi ismert változata az 1810-ben Szong Mandzse (송만재, 1788–1851, Song Man-jae) által írt Kvanuhi (Gwanuhui) (관우희, 觀優戱) című könyvben található meg, valamint I Juvon (이유원, 1814–1888, Yi Yu-won) Kvangukphalljong (Gwangeukpallyeong) (관극팔령, 觀劇八令, 1872) című munkájában.

## Története
A víz alatti királyság ura, a Sárkánykirály nagyon beteg, betegségét csak egy nyúl májával lehet meggyógyítani. Ezért elküldi hűséges szolgáját, a teknőst, hogy a szúrazföldön kutasson fel egy nyulat. A teknős sikerrel is jár, nagy nehézségek árán talál egy nyulat, akit azzal csábít a Vízalatti palotába, hogy a király magas rangú hivatalnokká akarja kinevezni. A nyúl elhiszi a mesét és vele megy, a palotában azonban rádöbben az igazságra. A ravasz nyúl meggyőzi a királyt, hogy mivel a mája után sokan vágyakoznak, egy biztos helyen tartja a szárazföldön, vagyis nem hozta magával. A király megengedi neki, hogy visszamenjen a szárazföldre a májáért. A nyulat egy ember és egy sas is elkapja, de az okos nyúl mindkettejüket rászedi és újfent megmenekül.

## Értelmezése
Humoros és vidám történet, mely állatokat szeméklyesít meg, emiatt a gyerekek is szeretik. Szatirikusan ábrázolja az uralkodó osztályt, akiket az eszes nyúl (a köznép megtestesítője) könnyedén rászed.